# Orquestra Sinfônica de Edmonton
A Orquestra Sinfônica de Edmonton é uma orquestra profissional de Edmonton, Alberta, Canadá. Composta por 56 músicos, que apresentam-se 42 semanas por temporada (aproximadamente 85 concertos por ano). É a orquestra da Ópera de Edmonton e do Balé de Alberta.

## História
A Orquestra Sinfônica de Edmonton foi inicialmente formada como orquestra comunitária e apresentou seu primeiro concerto dia 14 de Novembro de 1920. A orquestra suspendeu suas operações em 1932, mas foi revivida em 31 de Outubro de 1952, sendo incorporada como uma organização sem fins lucrativos (Sociedade Sinfônica de Edmonton), apresentando seu primeiro concerto sob esse nome, em 30 de Novembro de 1952. Passou a ser uma orquestra totalmente profissional em 1971. Atualmente a orquestra tem um orçamento de 8 milhões de dólares. Seus músicos são os mais bem pagos em todo o oeste de Toronto.

## Concert Hall
Em Setembro de 1997, foram finalizadas as obras do seu novo teatro, Centro de Música Francis Winspear, após duas décadas de construções e projetos. Foram investidos 45 milhões de dólares e a orquestra moveu-se para lá, deixando sua antiga residência, Northehn Alberta Jubilee Auditorium (principal teatro da orquestra desde 1957). O novo teatro tem uma acústica soberba.
A inauguração foi realizada com uma apresentação da Sinfonia dos Mil de Gustav Mahler, com a Orquestra Filarmônica de Calgary, em 13 de setembro de 1997.

## Maestros
- Lee Hepner (1952-1960)
- Tom Rolston (1960-1964)
- Brian Priestmann (1964-1968)
- Lawrence Leonard (1968-1973)
- Pierre Hétu (1973-1979)
- Peter McCoppin (1978-1979)
- Yuval Zaliouk (1980-1981)
- Uri Mayer (1981-1994)
- David Hoyt (1985-2002)
- Grzegorz Nowak (1994-2002)
- Franz-Paul Decker (2003-2004)
- Kazuyoshi Akiyama (2004-2005)
- Petar Dundjerski (2006-2008)
- Lucas Waldin (2009)
- William Eddins (2005-presente)